# Gordon (Georgia)
Gordon ist eine Stadt im Wilkinson County im US-Bundesstaat Georgia mit 2017 Einwohnern (Stand: 2010).

## Geographie
Gordon grenzt im Nordosten direkt an die Stadt Ivey und liegt etwa 15 km nordwestlich von Irwinton. Die nächsten größeren Städte sind Macon (25 km westlich) und Atlanta (140 km nordwestlich).

## Demographische Daten
Laut der Volkszählung von 2010 verteilten sich die damaligen 2017 Einwohner auf 753 bewohnte Haushalte, was einen Schnitt von 2,68 Personen pro Haushalt ergibt. Insgesamt bestehen 900 Haushalte. 
69,7 % der Haushalte waren Familienhaushalte (bestehend aus verheirateten Paaren mit oder ohne Nachkommen bzw. einem Elternteil mit Nachkomme) mit einer durchschnittlichen Größe von 3,26 Personen. In 37,8 % aller Haushalte lebten Kinder unter 18 Jahren sowie in 31,9 % aller Haushalte Personen mit mindestens 65 Jahren.
29,7 % der Bevölkerung waren jünger als 20 Jahre, 21,8 % waren 20 bis 39 Jahre alt, 27,5 % waren 40 bis 59 Jahre alt und 20,8 % waren mindestens 60 Jahre alt. Das mittlere Alter betrug 39 Jahre. 46,3 % der Bevölkerung waren männlich und 53,7 % weiblich.
47,9 % der Bevölkerung bezeichneten sich als Weiße, 49,7 % als Afroamerikaner, 0,1 % als Indianer und 0,8 % als Asian Americans. 0,4 % gaben die Angehörigkeit zu einer anderen Ethnie und 1,0 % zu mehreren Ethnien an. 1,2 % der Bevölkerung bestand aus Hispanics oder Latinos.
Das durchschnittliche Jahreseinkommen pro Haushalt lag bei 27.155 USD, dabei lebten 29,1 % der Bevölkerung unter der Armutsgrenze.

## Sehenswürdigkeiten
Im Jahr 1982 wurde das Elam-Camp House in das National Register of Historic Places eingetragen.

## Verkehr
Gordon wird von den Georgia State Routes 18, 243 und 540 durchquert. Der nächste Flughafen ist der Flughafen Atlanta (rund 150 km nordwestlich).

## Kriminalität
Die Kriminalitätsrate lag im Jahr 2010 mit 68 Punkten (US-Durchschnitt: 266 Punkte) im niedrigen Bereich. Es gab sechs Einbrüche, 22 Diebstähle und einen Autodiebstahl.